# Aya Tarek
Aya Tarek (tiếng Ả Rập: آية طارق) là họa sĩ người Ai Cập đến từ thành phố Alexandria. Lĩnh vực chủ yếu của Tarek là nghệ thuật đường phố hoặc graffiti và sơn. Mặc dù nghệ thuật dường phố ở Ai Cập chỉ vừa nhận được nhiều sự chú ý của quốc tế từ cuộc cách mạng năm 2011, nhưng Tarek đã bắt đầu chia sẻ các tác phẩm của mình trên những bức tường của Alexandria từ năm 2008 khi cô chỉ mới vừa 18 tuổi. Tarek cũng đã sản xuất các bức tranh tường trong nhà, thứ đem lại cho cô cảm giác được coi trọng hơn với tư cách là một họa sĩ. Tuy nhiên, cô hoàn toàn nhấn mạnh tầm quan trọng của nghệ thuật đường phố bởi vì mọi người có thể tiếp cận bất cứ điều gì họ cần từ các tác phẩm đường phố.

## Cuộc đời
Cô sinh năm 1990. Ông của cô là một nhà thiết kế đồ họa. Năm 2008, cô bắt đầu sáng tạo ra các tác phẩm trên các đường phố.

## Sự nghiệp
Tarek được nhiều người xem là nghệ sĩ đường phố thật sự đầu tiên ở Ai Cập.
Cô đã được giới thiệu và sản xuất một số phim độc lập, bao gồm cả bộ phim của Ahmed Abdallah mang tên Microphone khám phá ra các cảnh nghệ thuật của Alexandria.
Trong tập phim riêng của cô "How to Fuck Your Mind", Tarek miêu tả sự nổi tiếng lên và xuống tức thì của một nghệ sĩ graffiti. Bộ phim náo nhiệt bao gồm những trải nghiệm cá nhân của Tarek với giới truyền thông và ảnh hưởng của cô ấy đến thế nào. Một nhà phê bình thẳng thắn chỉ trích Tarek sử dụng nhiều địa điểm nghệ thuật để tập trung vào bức graffiti của mình chỉ để thể hiện quan điểm và chia sẻ chúng với những người khác trong không gian công cộng. Cô giải thích triết lý của mình, khẳng định rằng graffiti "không phải là về sự giàu có, hoặc có một không gian riêng biệt." Tarek có lượng người theo dõi lớn trên Facebook và một và trang blog ở Ai Cập.
Mùa thu năm 2012, Tarek tham gia một cuộc triển lãm hội tụ các họa sĩ graffiti trên khắp thế giới ở Beirut mang tên White Wall. Triển lãm được tổ chức bởi Trung tâm Nghệ thuật Beirut phối hợp với Quỹ Saradar gồm một cuộc triển lãm tại Trung tâm Nghệ thuật Beirut cùng với trưng bày các tác phẩm trên các đường phố ở Beirut. Aya Tarek mô tả trải nghiệm của cô ở đây là cực kỳ tự do và các nghệ sĩ khác không bị gàn buộc vào bất cứ thông điệp khi sáng tạo trên bức tường này. Nhiều nghệ sĩ khác nhau từ khắp nơi trên thế giới đến đây làm việc trong không gian tự do, không có bất kì sự dò xét nào.
Mặc dù công việc của Tarek được người khác nhìn thấy như là một phần của chương trình nghị sự chính trị, cô nói rằng, "hầu hết chúng tôi không thực sự quan tâm đến chính trị; [chúng tôi] nghệ sĩ... không phải vẽ về chính trị, và chúng tôi cũng không quan tâm về nghệ thuật. Chúng tôi chỉ thật sự quan tâm đến phong cách và kỹ thuật. Chúng tôi không đặt nặng các vấn đề chính trị" Cô phát biểu sau cuộc cách mạng, quan điểm của phương Tây về Ai Cập đã thay đổi đáng kể, đó là lý do tại sao nhiều nghệ sĩ miêu tả những ý tưởng chính trị trong tác phẩm của họ. Tuy nhiên, cô quan tâm nhiều đến việc tạo ra tác phẩm có tính nghệ thuật tốt có thể được đánh giá cao hơn chỉ là một tuyên bố chính trị qua tác phẩm.
Aya Tarek nhấn mạnh tầm quan trọng của nghệ thuật đường phố, đặc biệt là ở Ai Cập. Cô ấy nói về cách tiếp cận công chúng của tác phẩm sẽ rất lớn, mặc dù vẫn còn sự kiểm duyệt gắt gao tại đất nước của mình. Cô phát biểu “Đường phố là dành cho tất cả moi người.” Cô tự coi mình là một nghệ sĩ có kinh nghiệm và tự do sáng tạo cho các tác phẩm của mình.